# Yusuf Saad Kamel
Yusuf Saad Kamel, (arabisk:يوسف سعد كامل født 29. marts 1983, som Gregory Konchellah i Narok i Kenya) er en atlet som repræsenterede Bahrain i Mellemdistanceløb. Kamal er søn til den tidligere verdensmester i 800 meter Billy Konchellah.
Kamel deltog ved Sommer-OL 2004, men blev slået ud i begyndelsen. Hans store gennembrud kom under World Athletics Final samme år i Monaco, hvor han vandt guld i disciplinen 800 meter. Ved VM lykkedes det ikke for ham både i 2005 i Helsingfors og i 2007 i Osaka hvor han kom igennem finalen. I 2007 vandt han guld under World Athletics Final i Stuttgart. Ved Indendørs-VM i atletik i Valencia 2008 vandt han en bronzemedalje.
Han deltog ved OL 2008 i Beijing, hvor han endte på en femteplads i 800 meterløb. Bedre gik det under VM 2009 i Berlin, hvor han vandt guld i disciplinen 1500-meter-løb, med tiden 3.35,93.

## Personlige rekorder
- 800 meter – 1.42,79 sekunder
- 1.500 meter – 3.31,56 sekunder